# Patrick Achi
Patrick Jérôme Achi (ur. 17 listopada 1955 w Paryżu) – iworyjski polityk. Od 8 marca 2021 roku do 6 października 2023 roku premier państwa.

## Życiorys
Był ministrem infrastruktury gospodarczej w latach 2010–2017, za rządów trzech premierów: Guillauma Soro, Jeannota Ahoussou-Kouadio i Daniela Kablana Duncana.
Po śmierci Hameda Bakayoko został mianowany tymczasowym premierem Wybrzeża Kości Słoniowej (8 marca 2021 roku) z ręki Zgromadzenia Republikanów. Później został wybrany na pełnoprawnego premiera. 13 kwietnia 2022 roku wraz z całym rządem poddał się do dymisji, jednak prezydent Alassane Ouattara 19 kwietnia 2022 roku mianował go na premiera nowego rządu.
6 października 2023 roku przestał być premierem państwa.